# Liubșa, Rohatîn
Liubșa (în ucraineană Любша) este un sat în comuna Vîspa din raionul Rohatîn, regiunea Ivano-Frankivsk, Ucraina.

## Demografie
Componența lingvistică a localității Liubșa
     Ucraineană (100%)
Conform recensământului din 2001, toată populația localității Liubșa era vorbitoare de ucraineană (100%).